# 加拿大省
加拿大聯合省（英語：United Province of Canada）是19世紀時英國在加拿大東南部的一個殖民地，也被稱為加拿大省（Province of Canada），為現今加拿大聯邦的前身。
1841年，英國將上加拿大和下加拿大合併成為加拿大省，而原來的上、下加拿大則改名東、西加拿大。
1867年，加拿大省跟另外兩東部省建立聯邦，加拿大省的東、西加拿大分別成為“魁北克省”與“安大略省”。